# Fernando Manríquez
Fernando Alejandro Manríquez Hernández (Concepción, Región del Bio Bio, Chile, 1 de febrero de 1984) es un futbolista chileno que juega en la posición de mediocampista. Actualmente juega en Santiago Morning de la Primera B de Chile.

## Trayectoria
Debutó en el año 2005 con  Santiago Morning, donde ganó el campeonato de Primera B 2005, siendo su capitán en toda la temporada 2007. 
En el año 2008 resultó frustrado su traspaso a la Universidad de Concepción.
A fines del 2008 se concretó su traspaso a Everton. Luego de un año en el equipo viñamarino vuelve a Santiago Morning para el año 2010. En el año 2012 se fue del Morning y fichó por Unión La Calera.
Gracias a la buenas campañas realizadas, su nombre ha sido sondeado por varios clubes como Colo Colo y Audax Italiano, pero finalmente firmó por Deportes Iquique como nuevo refuerzo para comienzos del 2013 por 2 temporadas.
En el segundo periodo del 2013 ficha en la Universidad de Concepción, club en donde se ganó el corazón de los hinchas del 'campanil' tras sus buenas actuaciones en el cuadro penquista, donde ganó la Copa Chile 2014-15.
En 2020 se marchó a Coquimbo Unido, donde en 2021 ganó otra vez el campeonato de Primera B 2021.

## Selección nacional
Fue convocado en el 2007, a los amistosos de la selección adulta ante Cuba, jugando en los 2 partidos. Además viajó a Haití, participando en el partido con la selección adulta de ese país, en mayo de 2007.

### Partidos internacionales
| Partidos internacionales | Partidos internacionales | Partidos internacionales                              | Partidos internacionales | Partidos internacionales | Partidos internacionales | Partidos internacionales | Partidos internacionales | Partidos internacionales | Partidos internacionales | Partidos internacionales |
| N.º                      | Fecha                    | Estadio                                               | Local                    | Resultado                | Visitante                | Goles                    | Asistencias              | DT                       | Competición              |                          |
| ------------------------ | ------------------------ | ----------------------------------------------------- | ------------------------ | ------------------------ | ------------------------ | ------------------------ | ------------------------ | ------------------------ | ------------------------ | ------------------------ |
| 1                        | 9 de mayo de 2007        | Estadio Municipal Rubén Marcos Peralta, Osorno, Chile | Chile                    | 3-0                      | Cuba                     |                          |                          | Nelson Acosta            | Amistoso                 |                          |
| 2                        | 16 de mayo de 2007       | Estadio Germán Becker, Temuco, Chile                  | Chile                    | 2-0                      | Cuba                     |                          |                          | Nelson Acosta            | Amistoso                 |                          |
| 3                        | 5 de junio de 2007       | Estadio Sylvio Cator, Kingston, Haití                 | Haití                    | 0-0                      | Chile                    |                          |                          | Nelson Acosta            | Amistoso                 |                          |
| Total                    | Total                    | Total                                                 | Presencias               | 3                        | Goles                    | 0                        |                          |                          |                          |                          |

| Selección chilena | Selección chilena | Selección chilena |
| Año               | Partidos          | Goles             |
| ----------------- | ----------------- | ----------------- |
| 2007              | 3                 | 0                 |
| Total             | 3                 | 0                 |

## Clubes
| Club                      | País  | Año       |
| ------------------------- | ----- | --------- |
| Santiago Morning          | Chile | 2005-2008 |
| Everton                   | Chile | 2009      |
| Santiago Morning          | Chile | 2010-2011 |
| Unión La Calera           | Chile | 2012      |
| Deportes Iquique          | Chile | 2013      |
| Universidad de Concepción | Chile | 2013-2019 |
| Coquimbo Unido            | Chile | 2020-2022 |
| Santiago Morning          | Chile | 2022-Act. |

## Palmarés

### Campeonatos nacionales
| Título     | Club                      | País  | Año     |
| ---------- | ------------------------- | ----- | ------- |
| Primera B  | Santiago Morning          | Chile | 2005    |
| Copa Chile | Universidad de Concepción | Chile | 2014-15 |
| Primera B  | Coquimbo Unido            | Chile | 2021    |

### Distinciones individuales
| Distinción                        | Año  |
| --------------------------------- | ---- |
| Goleador de la Supercopa de Chile | 2015 |

- Datos: Q5444809